# Nenad Cvetković (ur. 1996)
Nenad Cvetković (serb. cyr. Ненад Цветковић, ur. 6 stycznia 1996 w Užicach) – serbski piłkarz grający na pozycji środkowego obrońcy w austriackim klubie Rapid Wiedeń. Wychowanek FK Crvenej zvezdy, w której rozpoczął seniorską karierę. Grał także w IM Rakovicy, Radničkach Belgrad, FK Zemun, FK Voždovac i FC Aszdod.